# Lumpy Gravy
Lumpy Gravy är Frank Zappas första soloalbum och släpptes 1967.

## Låtlista
Sida ett
1. "Lumpy Gravy, Part One" - 15:48
  - "The Way I See It, Barry"
  - "Duodenum"
  - "Oh No"
  - "Bit Of Nostalgia"
  - "It's From Kansas"
  - "Bored Out 90 Over"
  - "Almost Chinese"
  - "Switching Girl"
  - "At The Gas Station"
  - "Another Pickup"
  - "I Don't Know If I Can"

Sida två
1. "Lumpy Gravy, Part Two" - 15:51
  - "Very Distraughtening"
  - "White Ugliness"
  - "Amen"
  - "Just One More Time"
  - "A Vicious Circle"
  - "King Kong"
  - "Drums Are Too Noisy"
  - "Kangaroos"
  - "Envelops The Bath Tub"
  - "Take Your Clothes Off"

Total speltid: 31:39